# Max Kennedy Horton
Max Kennedy Horton (29 novembre 1883 – 30 luglio 1951) è stato un ammiraglio britannico della seconda guerra mondiale.

## Biografia

### Prima guerra mondiale
Horton entrò nella Royal Navy come allievo ufficiale nel Britannia Royal Naval College il 15 settembre 1898. Mentre stava prestando servizio nella HMS Duke of Edinburgh si distinse nelle operazioni di salvataggio della motonave SS Delhi, in difficoltà a Capo Spartel, guadagnando la The Board of Trade Medal for Saving Life at Sea in argento.
Allo scoppio del primo conflitto mondiale ricopriva il grado di Lieutenant Commander ed era al comando del primo sommergibile britannico concepito per navigare nell'oceano Atlantico, l'HMS E9. All'alba del 13 settembre 1914 Horton silurò, a circa 10 km da Helgoland, l'incrociatore leggero tedesco SMS Hela, centrato da due siluri lanciati da circa 550 m. Nonostante fosse braccato per tutto il giorno dai tedeschi, Horton riuscì a raggiungere Harwich sano e salvo col proprio E9. Entrando in porto l'ufficiale britannico, in linea con la tradizione subacquea del suo paese, issò la Jolly Roger a significare un pattugliamento ben riuscito.

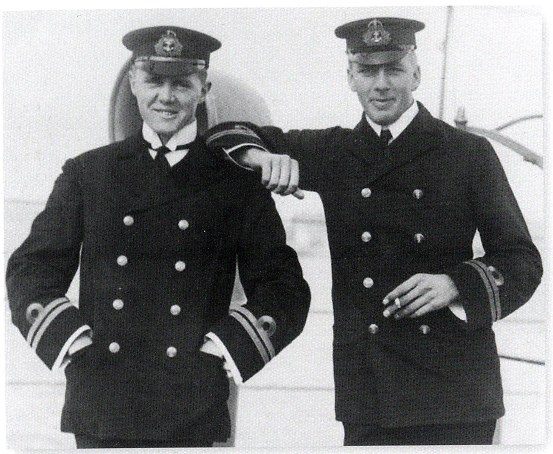
Horton (a sinistra) con Noel Lawrence, comandante del sommergibile E1, mentre era in servizio nel Baltico

Tre settimane dopo Horton registrò un altro successo ai danni del cacciatorpediniere S 116 affondato alla foce del fiume Ems. Per questa e per la precedente impresa venne decorato con la Distinguished Service Order (DSO). Inviato nel mar Baltico come parte di una flottiglia di sommergibili, Horton colò a picco un altro cacciatorpediniere e alcuni mercantili, oltre a danneggiare l'incrociatore corazzato SMS Prinz Adalbert. In questo periodo, più precisamente il 31 dicembre 1914, fu promosso Commander.
Nel 1917 si guadagnò una striscia in metallo da aggiungere alla DSO, e tre anni dopo, quando era già Captain, ne ricevette un'altra in riconoscimento ai propri meriti come comandante della flottiglia di sommergibili.

### Tra le due guerre
Negli anni venti Horton venne imbarcato nella HMS Conquest e nella nave da battaglia Resolution. Il 17 ottobre 1932 venne promosso contrammiraglio con bandiera nella corazzata Malaya. Tre anni dopo ottenne il comando del 1º squadrone incrociatori con bandiera nella HMS London. Avanzato a viceammiraglio nel 1937, passò a comandare la flotta della riserva.

### Seconda guerra mondiale
Con l'avvento della seconda guerra mondiale Horton fu messo al comando delle pattuglie incaricate di sorvegliare il cosiddetto "GIUK gap" tra Groenlandia, Islanda e Regno Unito. Nel 1940, nonostante di età inferiore rispetto ad altri alti ufficiali, ma favorito da una direttiva dell'ammiragliato che voleva veterani della guerra subacquea, Horton divenne comandante di tutti i sommergibili e spostò il quartier generale da Aberdour a Northways (a nord di Londra), ufficialmente per motivi logistici, nella pratica perché vicino a Northways sorgevano alcuni dei suoi preferiti campi da golf.
Con la promozione ad ammiraglio il 9 gennaio 1941, Horton divenne comandante del Western Approaches Command, l'unità incaricata di garantire la sicurezza delle navi di Sua Maestà in un'area rettangolare ad ovest dell'arcipelago britannico. Qui apportò modifiche alla tattica con cui fino a quel momento si scortavano i convogli: in aggiunta alle navi da scorta, che dovevano sorvegliare il perimetro, Horton introdusse un gruppo di supporto libero, che doveva viaggiare con il convoglio ma che in caso di necessità poteva anche allontanarsi per affondare eventuali sommergibili tedeschi. I gruppi di supporto liberi svolsero un ruolo chiave nella battaglia dell'Atlantico nella primavera 1943 tanto da far considerare Horton, assieme al suo predecessore Percy Noble, una figura determinante per la vittoria Alleata nel teatro dell'Atlantico.
Nell'agosto 1945, dietro sua richiesta, Horton venne congedato e premiato con la nomina a Cavaliere di Gran Croce dell'Ordine del Bagno.

## Curiosità
Durante la seconda guerra mondiale, un peschereccio attrezzato per la guerra subacquea chiamato Commander Horton, venne affondato dall'U-552 il 27 aprile 1941.